# وليم همفري
وليم همفري (بالإنجليزية: William Humphrey)‏ (18 يونيو 1924، كلاركسفيل في الولايات المتحدة - 20 أغسطس 1997، نيويورك في الولايات المتحدة)؛ كاتب وروائي أمريكي.

## روابط خارجية
- وليم همفري على موقع IMDb (الإنجليزية)
- وليم همفري على موقع قاعدة بيانات الفيلم (الإنجليزية)